# One Touch of Venus
One Touch of Venus is een Amerikaanse muziekfilm uit 1948 onder regie van William A. Seiter en Gregory La Cava.

## Verhaal
Een rijke warenhuisdirecteur koopt een kostbaar Venusbeeld. Hij is van plan om het beeld tentoon te stellen in zijn winkel. De jonge etaleur Eddie Hatch kust het Venusbeeld. Het beeld komt tot leven en wordt verliefd op Eddie.

## Rolverdeling
| Acteur        | Personage        |
| ------------- | ---------------- |
| Robert Walker | Eddie Hatch      |
| Ava Gardner   | Venus            |
| Dick Haymes   | Joe Grant        |
| Eve Arden     | Molly Stewart    |
| Olga San Juan | Gloria           |
| Tom Conway    | Whitfield Savory |
| James Falvin  | Kerrigan         |
| Sara Allgood  | Hospita          |

## Filmmuziek
1. Don't Look Now But My Heart is Showing
2. Speak Low
3. That's Him
4. Don't Look Now But My Heart is Showing (reprise)
5. Speak Low (reprise)